# 시라차 소스
시라차 소스(태국어: ซอสศรีราชา 솟 시라차[*])는 매운 소스로, 태국 동부의 해안 도시 시라차에서 유래했다. 처음에는 현지 지역 해물요리에 사용하였다. 태국어 "시라차"의 로마자 표기가 "Sriracha"로 되어, 스리라차 소스로 부르는 경우도 있지만, 영어 발음과 태국어 발음 모두 "시라차(영어 발음: /sɪˈrɑːtʃə/, 태국어 발음: [sǐːrāːtɕʰāː])"이다.
고추(치파고추), 증류 식초, 마늘, 설탕, 소금으로 만든 장이다. 미국식으로는 2000 스코빌 척도의 맵기나 그 이하로 이루어져있다. 정통 태국식은 비정통 태국식보다 더 톡 쏘며, 더 달고, 더 묽다.

## 사용
태국에서는 시라차 소스가 특히 해산물과 오믈렛의 디핑 소스로 자주 사용된다. 베트남 요리에서 시라차는 퍼(phở)와 볶음면의 조미료, 춘권(chả giò)의 토핑, 소스로 사용된다.
시라차는 수프, 계란, 버거에 넣어 먹기도 다. 해외에서는 이 소스를 이용한 잼, 막대사탕, 칵테일 등이 만들어졌고, 시라차맛 감자칩도 출시됐다.

## 기원
이 소스는 1940년대에 태국의 시라차(또는 시라차) 마을에서 타놈 차카팍이라는 태국 여성에 의해 처음 만들어졌다. 시라차 소스 자체는 원래 중국 순더에서 유래한 광둥식 마늘·고추 소스를 개량한 것일 수 있다. 1900년대 초, 광둥 이민자들이 시라차에 정착했고, 이들의 마늘·고추 소스는 최초의 스리라자 파니치(Sriraja Panich) 병이 생산되기 전 수십 년 동안 태국에서 판매되었다.

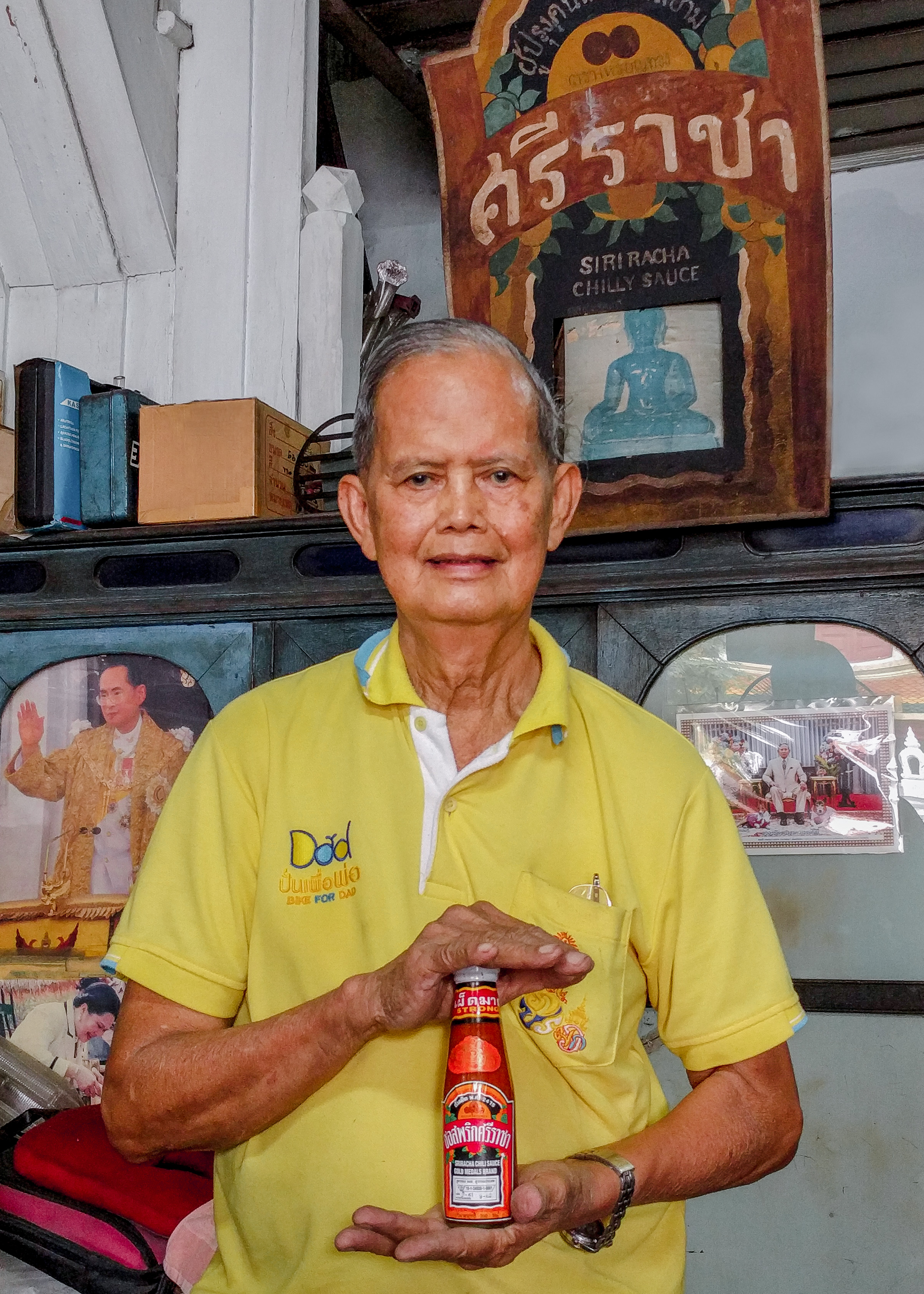
라 오르 수완프라솝(La Orr Suwanprasop)의 아들이자 가족 사업의 2세대 주인인 라쿡 수완프라솝(Lakut Suwanprasop)이 브랜드명(ศรีราชา)이 보이는 골드 메달 브랜드 시라차 소스 병을 들고 있다.

## 변형

### 태국

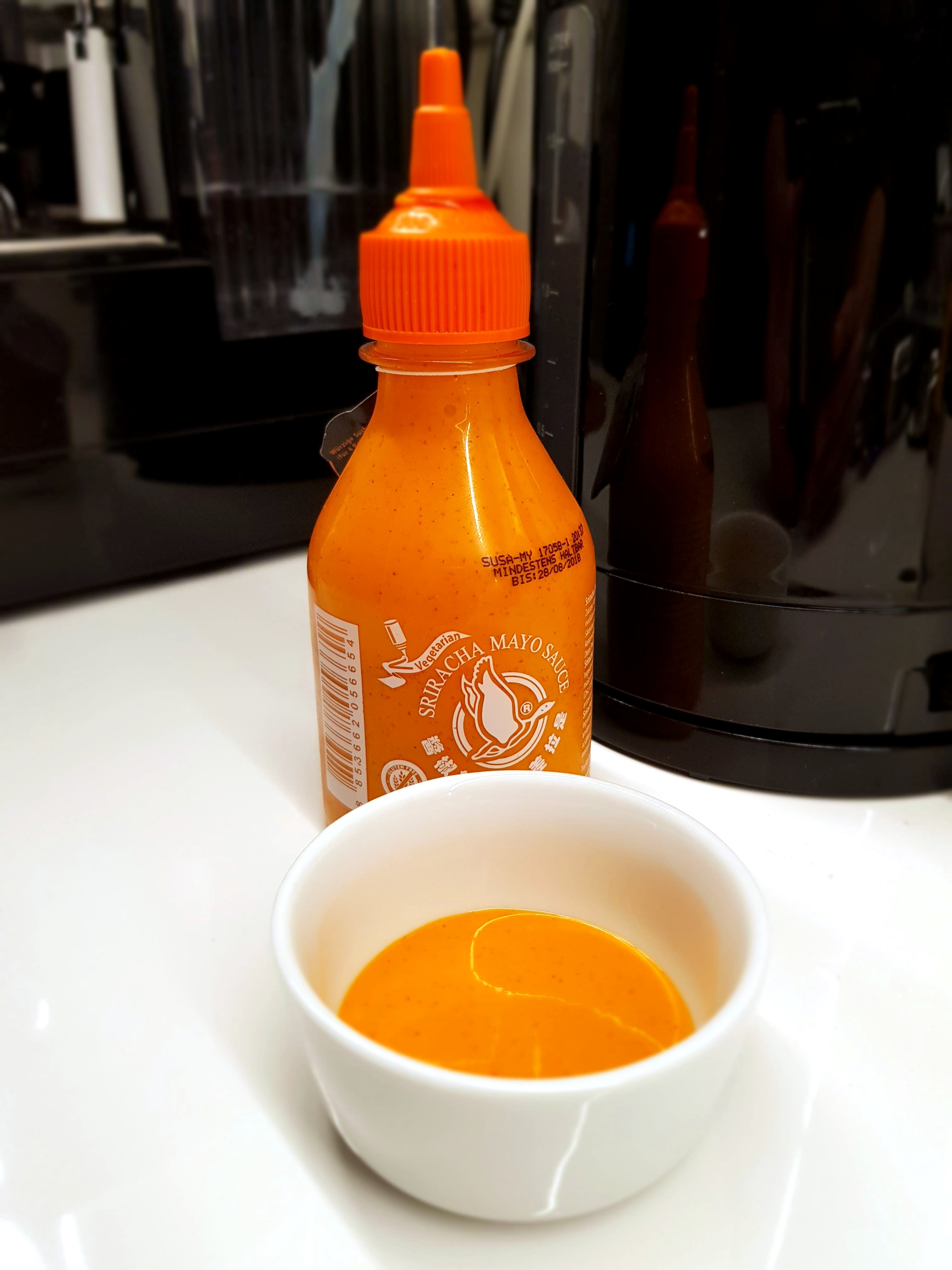
시라차 마요 소스

태국에서는 이 소스를 주로 솟 시라차(sot Siracha, 태국어: ซอสศรีราชา)라고 부르며 때로는 남프릭 시라차(nam phrik Siracha, 태국어: น้ำพริกศรีราชา)라고도 한다. 전통적인 태국 시라차 소스는 태국 외 소스보다 맛이 더 톡 쏘고 질감이 더 묽은 경향이 있다.
Bon Appétit 매거진 인터뷰에서, 미국의 아시아 음식 유통업체인 이스트랜드 식품회사(Eastland Food Corporation)는 이스트랜드가 유통하는 태국산 매운 소스인 시라차 패니치(Sriraja Panich)가 최초의 "시라차 소스"이며, 1930년대에 타놈 차카팍(Thanom Chakkapak)이라는 주부의 레시피를 바탕으로 태국 시라차에서 만들어졌다고 주장했다.

### 미국
미국에서 시라차는 후이퐁 푸드에서 생산한 할라피뇨 기반 소스와 연관되며 때때로 병에 있는 수탉 이미지에서 "수탉 소스(rooster sauce)" 또는 "콕 소스(cock sauce)"라고도 불린다. 미국 시장에는 위스키 통에서 숙성시킨 시라차 등 다양한 종류의 시라차가 출시되었다. 후이 퐁 푸드 시라차는 1980년대 초반에 미국 퍼 레스토랑에서 제공되는 요리를 위해 처음 출시되었다.
웬디스, 애플비스, 피에프창, 잭 인 더 박스, 맥도날드, 써브웨이, 타코벨, 화이트 캐슬, 고든 비어쉬, 칙필레, 파이어하우스 서브스, 누들스 & 컴퍼니, 스타벅스, 버거킹 등 미국의 다양한 식당에서 시라차를 요리에 넣거나 마요네즈, 디핑 소스에 섞기도 다. "시라차(sriracha)"라는 단어는 보통명칭으로 간주된다.
2022년, 후이 퐁 푸드의 시라차 소스는 고추 공급 부족으로 인해 생산을 일시 중단했고, 이로 인해 가격이 병당 30달러 이상으로 올랐다. 생산 중단은 1년 이상 지속되었다.

## 대중 매체
- 2013년, 미국의 영화감독 그리핀 해먼드는 시라차 소스의 유래와 생산을 다룬 다큐멘터리인 《시라차》를 발표했다.[23]
- 미국의 래퍼 테크 나인은 2016년에 《Sriracha》라는 곡을 발표했는데, 이 곡에서 그는 자신의 운율 스타일을 조미료에 비유했다.
- 2017년에 한국의 3인조 방찬, 창빈, 한은 소스에서 영감을 받아 그룹 3RACHA로 데뷔했다. 지금은 K팝 그룹 Stray Kids의 일원이다.
- 2021년 미국 TV 미니시리즈 《Hawkeye》의 5화에서 한 병의 시라차 소스가 "카메오"로 등장한다.[24] 이 장면이 사용된 것은 여배우 플로렌스 퓨가 즉흥적으로 연기한 것으로 보인다.[25]

## 같이 보기
- 남 침 : 태국 디핑 소스
- 남 프릭 : 태국 칠리 소스